# (63305) Bobkepple
(63305) Bobkepple est un astéroïde de la ceinture principale.

## Description
(63305) Bobkepple est un astéroïde de la ceinture principale. Il fut découvert le 17 mars 2001 à l'Observatoire Junk Bond par David Healy. Il présente une orbite caractérisée par un demi-grand axe de 3,20 UA, une excentricité de 0,15 et une inclinaison de 5,6° par rapport à l'écliptique.

## Compléments